# Doon (County Limerick)
Doon (irisch Dún Bleisce, deutsch: „Festung der Bleisc“) ist ein Dorf bzw. eine kleine Landstadt (town) im County Limerick im Südwesten der Republik Irland. Die Einwohnerzahl des Ortes wurde beim Census 2022 mit 651 Personen ermittelt.
Doon befindet sich etwa 28 Kilometer ostsüdöstlich von Limerick im Osten der Grafschaft Limerick nahe der Grenze zum County Tipperary. Durch die Gemeinde führt die R505 von Dundrum Richtung Limerick und die R507 nach Oola.
St. Fintan wird eine heilige Quelle zugeschrieben. Dazu finden sich noch Reste aus dem 6. Jahrhundert.
Etwa 2,5 Kilometer westsüdwestlich von Doon liegt Coonagh Castle, eine Ruine eines Tower House, das um 1225 erbaut wurde. Vermutlich wurde es bereits Ende des 13. Jahrhunderts oder Anfang des 14. Jahrhunderts aufgegeben.
Die profanierte Christuskirche ist eine ehemalige anglikanische Kirche.

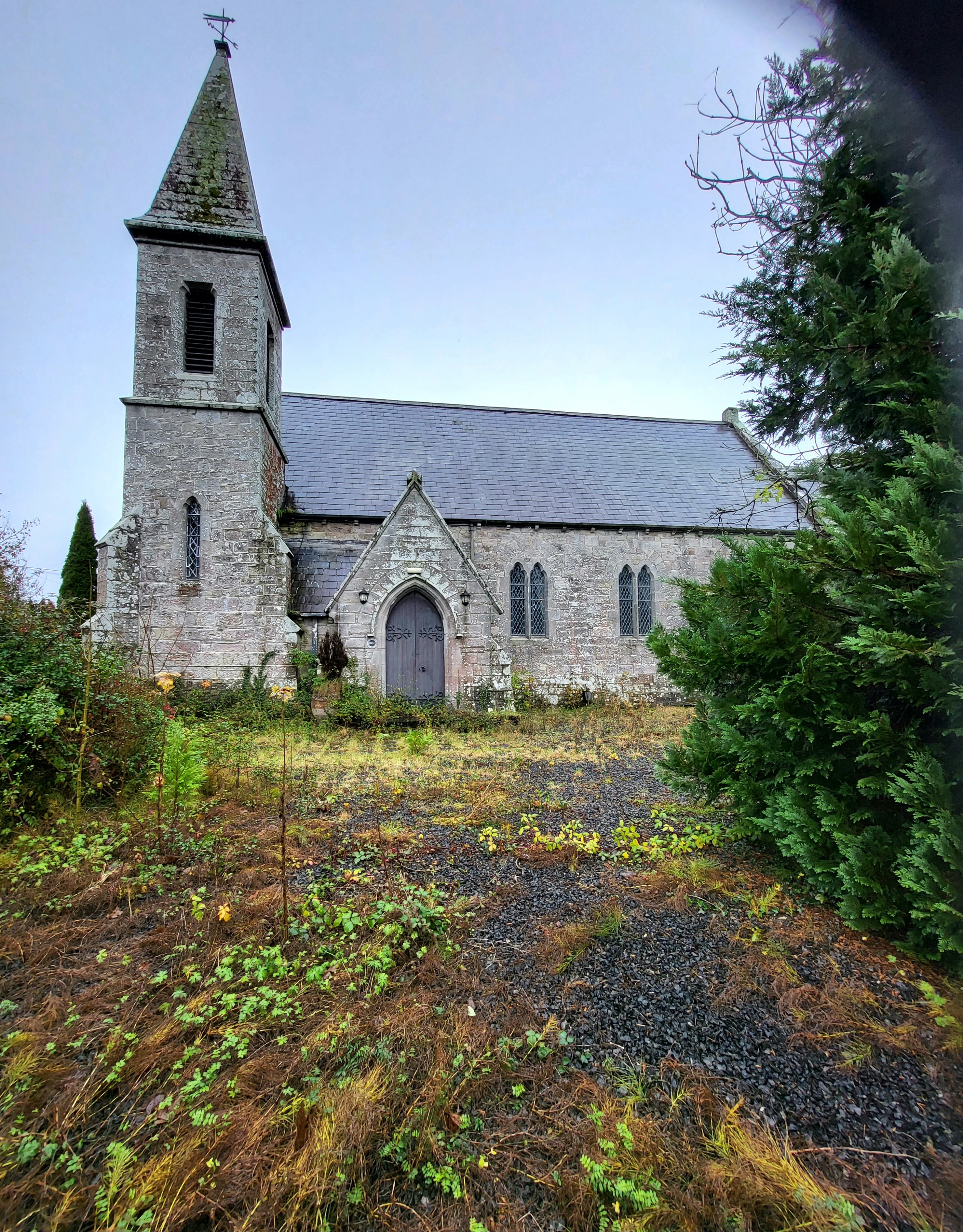
Vormalige anglikanische Christuskirche

## Geschichte
Erstmals erwähnt wurde Dún Bleisce in den Annalen von Inisfallen im Jahr 774.
Der irische Ortsname bezieht sich auf Bleisc, entweder eine Beiform zu Fleisc, einem Bach, der durch den Ort fließt oder eine Bezeichnung für eine Festung mit häufig wechselnden Besitzern. Andere Erzählungen sahen darin den Namen einer Schweinehirtin eines lokalen Häuptlings oder gar eine Frau „mit schlechten Ruf“. Letztere Erzählung ist nicht sehr wahrscheinlich, führte aber wohl dazu, dass man 1975 den Ort (und die gleichnamige Civil Parish) offiziell in An Dún („die Festung“) umbenannte, ohne Bezug auf Bleisc, eine Entscheidung, die auf Protest der Einwohner 2008 revidiert wurde.

## Persönlichkeiten
- Liam Joseph Fitzgerald (1949–2025), Politiker